# Popatrz, lato!
Popatrz, lato! – debiutancki album zespołu Kolor wydany przez wytwórnię Blue Star latem 1994 na kasecie magnetofonowej. Latem 1995 album został wydany również na kasecie magnetofonowej przez wytwórnię Green Star.

## Lista utworów
Strona A:
1. „Dzięki ci lato” – 4:45
2. „Graj Cyganie” – 4:05
3. „Malutka laleczka” – 4:10
4. „Nie smuć się” – 5:05
5. „Szczęście” – 5:15

Strona B:
1. „Supermen” – 4:25
2. „Pajęczynka” – 2:25
3. „Rozstanie” – 4:25
4. „Mój cygan” – 4:15
5. „Szerokie pole” – 2:55
6. „Kochaj, kochaj” – 3:55